# لوتسبویرن
لوتسبویرن (به آلمانی: Lötzbeuren) یک شهر در آلمان است که در برنکاستل-ویتلیش واقع شده‌است. لوتسبویرن ۴۹۹ نفر جمعیت دارد.